# Adelaide Carpenter
Pour les articles homonymes, voir Carpenter.
Adelaide T. C. Carpenter (24 juin 1944 et morte le 31 mai 2024) est une généticienne américaine spécialiste des mouches des fruits à l'université de Cambridge.

## Biographie
Adelaide Carpenter est née le 24 juin 1944 en Géorgie, aux États-Unis, et grandit en Caroline du Nord. Dans les années 1970, alors qu'elle est à l'université de Washington, elle est l'un des nombreux étudiants diplômés ayant pour mentor Larry Sandler. En 1976, Elle obtient un poste de professeure à l'université de Californie, à San Diego. En 1989, après être devenue professeure titulaire, elle prend un second congé sabbatique au Royaume-Uni.

## Travaux scientifiques
En 1975, Adelaide Carpenter découvre et publie un article sur le nodule de recombinaison, un organite qui sert de médiateur à la recombinaison méiotique.